# Peribaea ugandana
Peribaea ugandana là một loài ruồi trong họ Tachinidae.